# Arpinder Singh
Arpinder Singh (Harsha Chhina, 30 dicembre 1992) è un triplista indiano.

## Palmarès
| Anno | Manifestazione               | Sede        | Evento       | Risultato | Prestazione | Note |
| ---- | ---------------------------- | ----------- | ------------ | --------- | ----------- | ---- |
| 2009 | Mondiali allievi             | Bressanone  | Salto triplo | 22º (q)   | 14,20 m     |      |
| 2010 | Campionati asiatici juniores | Hanoi       | Salto triplo | Argento   | 16,13 m     |      |
| 2010 | Mondiali juniores            | Moncton     | Salto triplo | 17º (q)   | 15,31 m     |      |
| 2013 | Campionati asiatici          | Pune        | Salto triplo | Bronzo    | 16,58 m     |      |
| 2014 | Giochi del Commonwealth      | Glasgow     | Salto triplo | Bronzo    | 16,63 m     |      |
| 2014 | Giochi asiatici              | Incheon     | Salto triplo | 5º        | 16,41 m     |      |
| 2017 | Campionati asiatici          | Bhubaneswar | Salto triplo | 4º        | 16,33 m     |      |
| 2017 | Giochi asiatici indoor       | Aşgabat     | Salto triplo | Oro       | 16,21 m     |      |
| 2018 | Giochi asiatici              | Giacarta    | Salto triplo | Oro       | 16,77 m     |      |
| 2018 | Giochi del Commonwealth      | Gold Coast  | Salto triplo | 4º        | 16,46 m     |      |

## Altre competizioni internazionali
2018
- Bronzo in Coppa continentale ( Ostrava), salto triplo - 16,59 m